# Oriello Lugli
Oriello Lugli (Soliera, 22 aprile 1934) è un allenatore di calcio ed ex calciatore italiano.

## Carriera

### Giocatore
Ha vestito la maglia del Modena per sei stagioni per un totale di 139 partite e 13 reti in campionato. Ha giocato con i canarini in Serie B dal 1954 al 1960. Poi rimase anche in seguito alla retrocessione in Serie C e in terza serie contribuì alla pronta risalita in Serie B al termine della Serie C 1960-1961.

### Allenatore
Nella stagione 1962-1963 e nella parte finale della stagione 1971-1972 (in coppia con Guerino Siligardi) ha allenato il Carpi in Serie D.
Nella stagione 1973-1974 è invece stato direttore tecnico degli emiliani, con Siligardi allenatore.

## Palmarès

### Giocatore

#### Competizioni nazionali
- Campionato italiano Serie C: 1

Modena: 1960-1961